# Simirestis scheffleri
Simirestis scheffleri là một loài thực vật có hoa trong họ Dây gối. Loài này được (Loes.) N. Hallé miêu tả khoa học đầu tiên năm 1981.